# Innumérisme
L’innumérisme est un défaut de maîtrise des nombres, du raisonnement mathématique et logique et du calcul. Il s’apparente à l’illettrisme, qui désigne une notion similaire quant à la maîtrise de la langue.

## Mesure du phénomène

### RapportPISAde l'OCDE
- En 2006 : les conclusions du rapport indiquent pour 56 pays étudiés : la proportion d'élèves en très grande difficulté en culture mathématique est :

très faible dans 11 pays (moins de 4 % de l'effectif)
faible dans 11 autres pays (entre 4 et 7 % de l'effectif)
plus forte dans 28 pays (dont la France) (plus de 7 % de l'effectif)
- En 2009 : sur 65 pays étudiés les proportions suivantes sont constatées :

très faible dans 11 pays (moins de 4 %)
faible pour 14 autres pays (entre 4 et 7 %)
plus forte dans 32 pays (dont la France, taux de 9,5 %) (taux supérieur à 7 %)
En additionnant les effectifs sur toutes classes d'âge, cette difficulté touche en France au moins 7 millions de personnes, soit un taux de 9,5 % en progression constante depuis 2003. De 2006 à 2009, le taux a progressé de 13,1 % ce qui place la France au 21e rang (sur 25 pays européens), au 28e rang de l'OCDE (34 pays étudiés), au 36e rang (sur 65 pays représentant l'OCDE et les pays associés).

### RapportINSEEde 2011
Selon une étude INSEE parue en décembre 2012, 30 % des adultes français sont à l'aise et 70 % (de 18 à 65 ans) ont des performances médiocres.

## Prévention et remèdes aux difficultés
Pour la psychopédagogue Anne Siéty, « le phénomène peut s'être accentué ces derniers temps. On observe chez certains élèves une perte du sens pratique. (…) cela s'explique en grande partie par un monde de plus en plus dématérialisé. Le concret n'est plus à l'honneur. Or il est indispensable d'expérimenter le temps, le volume, le poids, l'espace avant de l'intérioriser et de s'en servir dans des situations plus abstraites. Ainsi pour un lycéen qui utilise des programmes informatiques pour tracer des fonctions : S'il n'a jamais tracé sa courbe lui-même, il aura bien du mal à intégrer les notions de limites ou de dérivées. Il serait souhaitable d'incarner davantage les choses à l'école et cela, dès les petites classes. Je crois que la lecture et l'écriture des chiffres viennent trop tôt, souvent dès la maternelle, alors que cela pourrait attendre le CP. Un élève qui a déjà manipulé une balance pourra facilement comprendre les équations en classe de 4° ».